# Hooggerechtshof van de Filipijnen

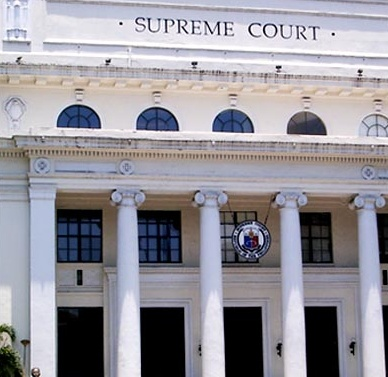
Het Filipijnse hooggerechtshof te Manilla

Het Supreme Court of the Philippines is in het rechtssysteem van de Filipijnen het hooggerechtshof. Het hooggerechtshof is het hoogste rechtscollege van het land. Het hof bestaat uit 14 rechters onder leiding van 1 opperrechter.

## Geschiedenis

### Het hooggerechtshof in de Spaanse tijd
Alhoewel het hooggerechtshof samen met de overige rechtscolleges pas in 1901 en de jaren daarna werd opgericht, was ook in de Spaanse tijd al sprake van rechtspraak. In de beginjaren van de Spaanse overheersing was de eerste gouverneur-generaal van de Filipijnen, Miguel López de Legazpi degene die zowel op civiele- als op strafrechtelijk gebied recht sprak, zoals bepaald was door een Koninklijk Besluit op 14 augustus 1569.
Op 5 mei 1583 werd middels een nieuw Koninklijk Besluit de Audiencia van Manilla opgericht. Dit college was de voorloper van het huidige hooggerechtshof van de Filipijnen en was samengesteld uit onder andere een president, vier rechters (oidores) en een advocaat namens de koning. Het Audience was het hoogste rechtscollege van het land. Slechts het hooggerechtshof van Spanje, de Consejo de Indias of Spain, was in die tijd een nog hoger rechtscollege.
In 1815 werden enkele grote structurele veranderingen doorgevoerd. De functie van president werd vervangen door die van opperrechter en het aantal rechters werd verhoogd. Het rechtscollege kwam in die tijd bekend te staan onder de naam Audiencia Territorial de Manila. Het werd bovendien verdeeld in twee takken. Eén voor het civiele recht en een voor het strafrecht. De twee takken stonden respectievelijk bekend onder de namen: sala de lo civil en sala de lo criminal. De Audiencia werd bovendien een puur juridisch instituut. Uitspraken gedaan door de Audiencia waren aan te vechten bij het hooggerechtshof van Spanje in Madrid

### Het hooggerechtshof in de Amerikaanse tijd
Toen de Amerikanen Manilla innamen in 1898 werd een tijdelijke militaire regering gevormd door generaal Wesley Meritt. De Audiencia werd opgeheven en recht werd gesproken door militaire commissies of een krijgsraad.
Op 29 mei 1899 werd het Audiencia weer in ere hersteld en was het college weer het hoogste rechtscollege van het land. Er werden zes Filipino's benoemd in dit college en Cayetano Arellano werd benoemd tot opperrechter. De bevoegdheden van de Audiencia waren beperkt.
Op 11 juni 1901 werd bij wet 136 van de Philippine Commission het Filipijns hooggerechtshof opgericht samen met een tweetal andere rechtscolleges. Dit Filipijnse hooggerechtshof was daadwerkelijk juridisch onafhankelijk in tegenstelling tot de voorgaande rechtscolleges die zich altijd moesten onderwerpen aan koloniale, militaire of uitvoerende autoriteiten.
In 1902 werd de vastgelegde juridische structuur van wet 136 goedgekeurd door het Amerikaanse Congres. In 1917 werd bepaald dat het Filipijnse hooggerechtshof het hoogste rechtscollege van het land zou worden en dat daarin acht rechters onder leiding van één opperrechter zouden plaatsnemen.
Van 1901 tot 1935 was steeds een Filipino opperrechter, maar was de meerderheid van de overige rechters Amerikaan. Pas toen het Gemenebest van de Filipijnen werd opgericht werden alle Amerikaanse rechters in het college vervangen door Filipino's. Een van die Filipino's was José Laurel, de latere president onder de Japanse bezetting. In 1935 werd bovendien het aantal leden van het hooggerechtshof verhoogd naar elf.

### Het hooggerechtshof na de onafhankelijkheid
Bij de vaststelling van de nieuwe Filipijnse Grondwet in 1973 werd het aantal leden weer verhoogd naar 15. Het hooggerechtshof had vanaf toen ook de administratieve supervisie over alle lagere rechtbanken.
Nadat president Ferdinand Marcos in 1986 was afgezet, werd in 1987 een nieuwe grondwet vastgesteld. De bevoegdheden en structuur van het hooggerechtshof werden hierin echter niet gewijzigd.

## Lijst van opperrechters
Opperrechters van het Filipijnse hooggerechtshof:
| - 1901-1920 Cayetano Arellano - 1920-1921 Victorino Mapa - 1921-1924 Manuel Araullo - 1925-1941 Ramon Avanceña - 1941-1942 Jose Abad Santos - 1942-1944 José Yulo - 1945-1951 Manuel Moran - 1951-1961 Ricardo Paras jr. | - 1961-1966 Cesar Bengzon - 1966-1973 Roberto Concepcion - 1973-1975 Querube Makalintal - 1976-1979 Fred Castro - 1979-1985 Enrique Fernando - 1985-1985 Felix Makasiar - 1985-1986 Ramon Aquino - 1986-1988 Claudio Teehankee Sr. | - 1988-1988 Pedro Yap - 1988-1991 Marcelo Fernan - 1991-1998 Andres Narvasa - 1998-2005 Hilario Davide Jr. - 2005-2006 Artemio Panganiban - 2006-2010 Reynato Puno - 2010-2012 Renato Corona - 2012-2018 Maria Lourdes Sereno (de facto) | - 2018-2018 Teresita de Castro - 2018-2019 Lucas Bersamin - 2019-heden Diosdado Peralta |